# Leonore Vespermann
Leonore Vespermann (* 13. August 1900 in Kiel; † 23. April 1974 ebenda) war eine deutsche Malerin im Bereich des Spätexpressionismus und der Neuen Sachlichkeit in Schleswig-Holstein.

## Leben

### Jugend und Ausbildung
Leonore Vespermann wurde als eines von drei Kindern der Eltern Fritz und Luise Vespermann geboren, die beide auf der Kieler Werft arbeiteten und als Sozialdemokraten insbesondere im Arbeiterbauverein stark engagiert waren. Nach ihrer Schulzeit studierte Vespermann als begabte Geigerin zunächst am Kieler Konservatorium Musik. Parallel dazu hospitierte sie bis 1923 an der Kieler Handwerker- und Kunstgewerbeschule. Daneben erlernte sie als Rechtsanwalts- und Notariatsgehilfin einen bürgerlichen Beruf, der ihr ein Einkommen verschaffte, mit dem sie von 1923 bis 1926 ihr Vollstudium an der Kunstgewerbeschule finanzieren konnte. Schon früh erhielt sie für ihre Arbeiten Anerkennung; 1922 waren einige ihrer Werke im Rahmen einer Ausstellung schleswig-holsteinischer Künstler in der Kieler Kunsthalle erstmals ausgestellt worden. Im selben Zeitraum (1921/22) erhielt sie für ihre Landschaftsstudien mehrere Auszeichnungen.

### Als frei schaffende Künstlerin bis Kriegsende

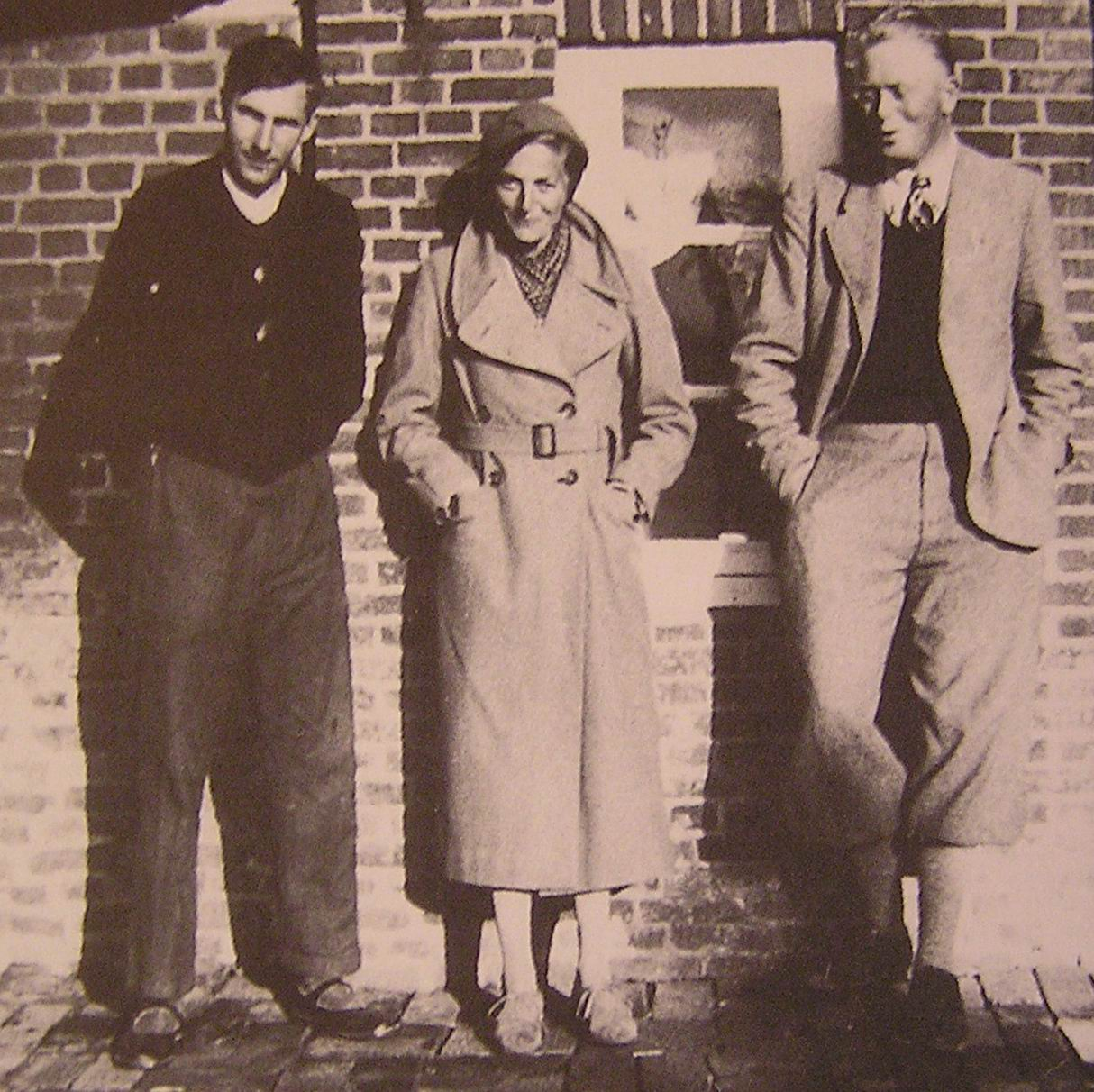
Werkgemeinschaft Kieler Künstler mit (von links): Erwin Hinrichs, Leonore Vespermann und Hans Rickers

Ab 1928 konnte sie regelmäßig ihre Werke auf Ausstellungen zeigen. Nach dem Studium arbeitete sie intensiv an ihrer Malerei und gleichzeitig als Bürokraft in verschiedenen Betrieben, erst ab 1935 konnte sie sich ganz auf die Malerei konzentrieren. Um diese Zeit gründete sie zusammen mit den Malern Erwin Hinrichs und Hans Rickers die Aquarellgruppe der „Werkgemeinschaft Kieler Künstler“. 1938 kam noch Erich Duggen hinzu. Die Künstler arbeiteten häufig gemeinsam, vor allem an der Nordsee auf der Halbinsel Eiderstedt. Sie aquarellierten überwiegend in der Nass-in-Nass-Technik. Die Arbeitsergebnisse wurden auf Gemeinschaftsausstellungen in Liegnitz, Kiel, Hamburg und Wilhelmshaven gezeigt. Die Kieler Werkgemeinschaft existierte bis zum Ausbruch des Krieges, als die Männer zum Kriegsdienst eingezogen wurden.
Im Vergleich zu anderen Expressionisten war Vespermann durch die Nazi-Herrschaft zunächst nur wenig eingeschränkt, konnte weiterhin ausstellen, musste aber auf ihren Ausstellungen darauf achten, „anstößige“ Bilder zu vermeiden. In einem Brief schreibt sie kurz nach Kriegsende: „Jedenfalls habe ich über 100 Aquarelle gerettet, die ich größtenteils noch nicht ausgestellt habe, darunter Arbeiten, die ich unserem früheren Landeskulturverwalter Dr. Weise keinesfalls zumuten konnte, der ohnehin schon weit zahmere Bilder von mir als entartet bezeichnete“. 1944 wurde ihre Wohnung in Kiel bei einem Luftangriff getroffen und brannte aus. Dabei verlor Vespermann den größten Teil ihres seitherigen Schaffens.

### Nachkriegszeit und bis zum Tod 1974
Nach der Ausbombung kam Vespermann zunächst bei einer befreundeten Familie in Bovenau bei Kiel unter. In einem Brief an den befreundeten Maler Erwin Hinrichs beschreibt sie ihre Situation: „[Ich] male augenblicklich gar nicht, weil ich kein geheiztes Zimmer habe. Für das Ölmalen fehlt es mir an Keilrahmen und Leinwand, ich habe noch 2 bespannte Rahmen… Aber die Papierfrage ist katastrophal. Auf diesem Gebiet hat es schon jahrelang nichts gegeben…“ Erst 1952 konnte sie in Kiel wieder eine eigene Wohnung beziehen.
Trotz der beschwerlichen Situation konnte Vespermann bereits 1946 wieder ausstellen. Die Liste ihrer Ausstellungen und Ausstellungsbeteiligungen umfasst etwa 150 Nennungen, davon etwa 2/3 in der Nachkriegszeit.
Ab 1952 bis 1965 veranstaltete der Schleswig-Holsteinische Landesfrauenrat jährlich eine sogenannte Frauenausstellung für die Künstlerinnen des Landes. Vespermann engagierte sich als Mitglied des Ausstellungskuratoriums und war auch jeweils mit eigenen Werken beteiligt. Daneben war sie bei den bis heute jährlich durchgeführten „Landesschauen“ schleswig-holsteinischer Künstler als Ausstellerin eigener Arbeiten und als Jurorin vertreten.
Die letzte Ausstellung zu ihren Lebzeiten – eine erste Retrospektive ihres Schaffens – fand anlässlich ihres 70. Geburtstags im Jahr 1970 in der Schleswig-Holsteinischen Landesbibliothek in Kiel statt. Um diese Zeit erkrankte sie schwer an einer Parkinson-Krankheit, sie starb 1974 in Kiel. Eine große Retrospektive ihrer Arbeiten wurde 1990 gezeigt, ebenfalls in Kiel, Schleswig-Holsteinische Landesbibliothek. Dort befindet sich auch ein großer Teil ihres Nachlasses.

## Werke
Vespermann fand ihre Motive vor allem in den Küsten- und Moorlandschaften Schleswig-Holsteins, aber auch im Harz, in Vorarlberg und anderen Gegenden. Sie betonte häufig die Konturlinie bei ihren vielfachen Versuchen, die nasse, verhangene und etwas trübe Naturstimmung Norddeutschlands einzufangen. Dabei war sie „auf die malerisch illusionäre Steigerung des Natureindrucks bedacht“, ohne die Natur zu verklären. In stilistischer Hinsicht sieht die Kunsthistorikerin Bärbel Manitz in Vespermanns Werk eine „gekonnte Kombination aus leicht abstrahierter Gegenständlichkeit mit Elementen eines moderat bleibenden Expressionismus“. Dazu komme „ein kühlender Beiklang von neuer Sachlichkeit“.
Nach dem Krieg griff die Malerin auch die Notthemen der Zeit mit Blättern wie „Universitätsruine“ oder „Nikolaikirche“ auf. Es fällt auf, dass diese Bilder stets menschenleer sind. In den späteren Jahren blieb Vespermann nicht unbeeinflusst von der Kunstentwicklung der Zeit; nach Meinung der Kunsthistorikerin Bärbel Manitz stand sie u. a. deutlich auch unter dem Einfluss des Fauvismus.